# Komtureikirche Buro

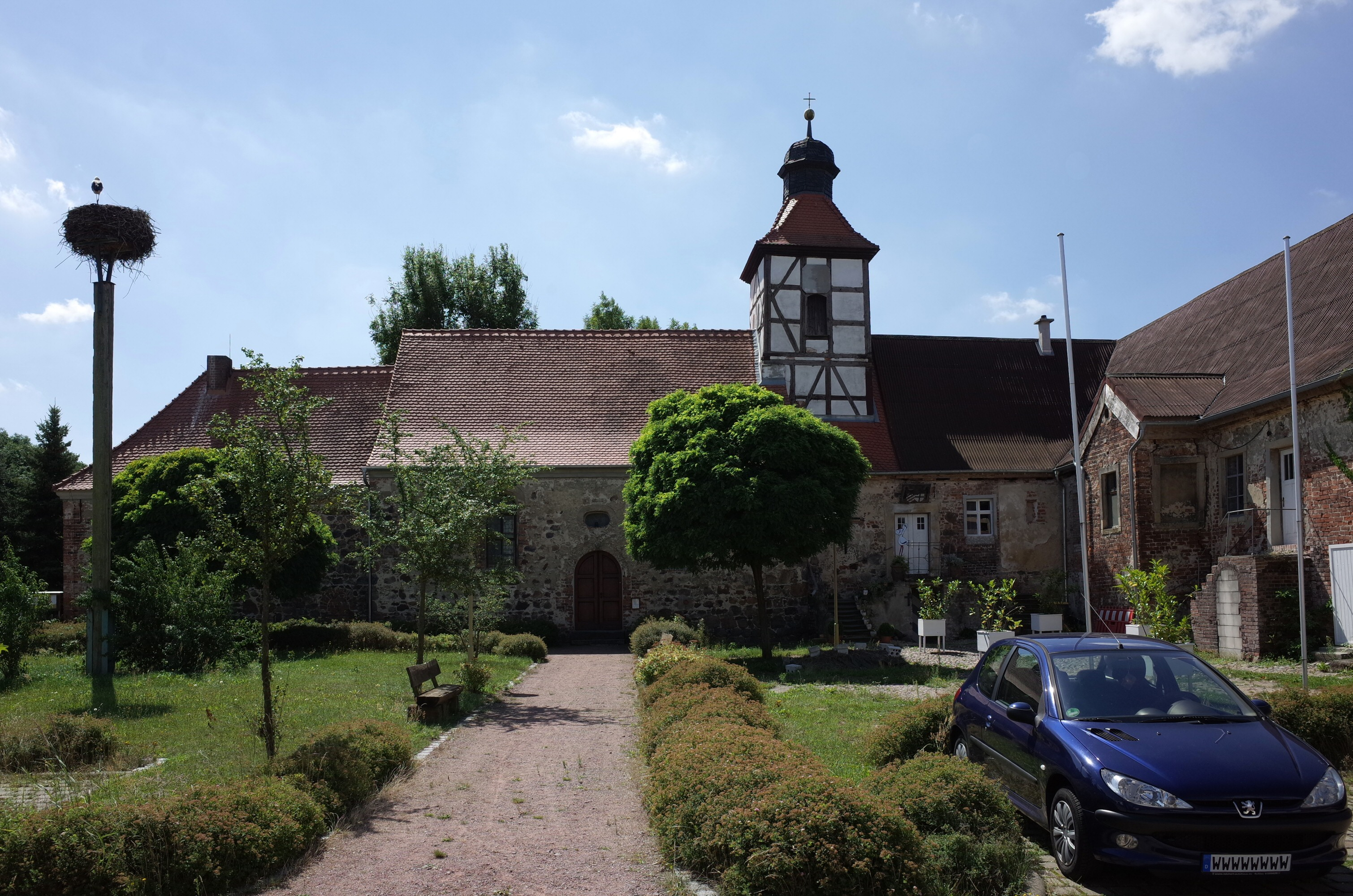
Komtureikirche Buro

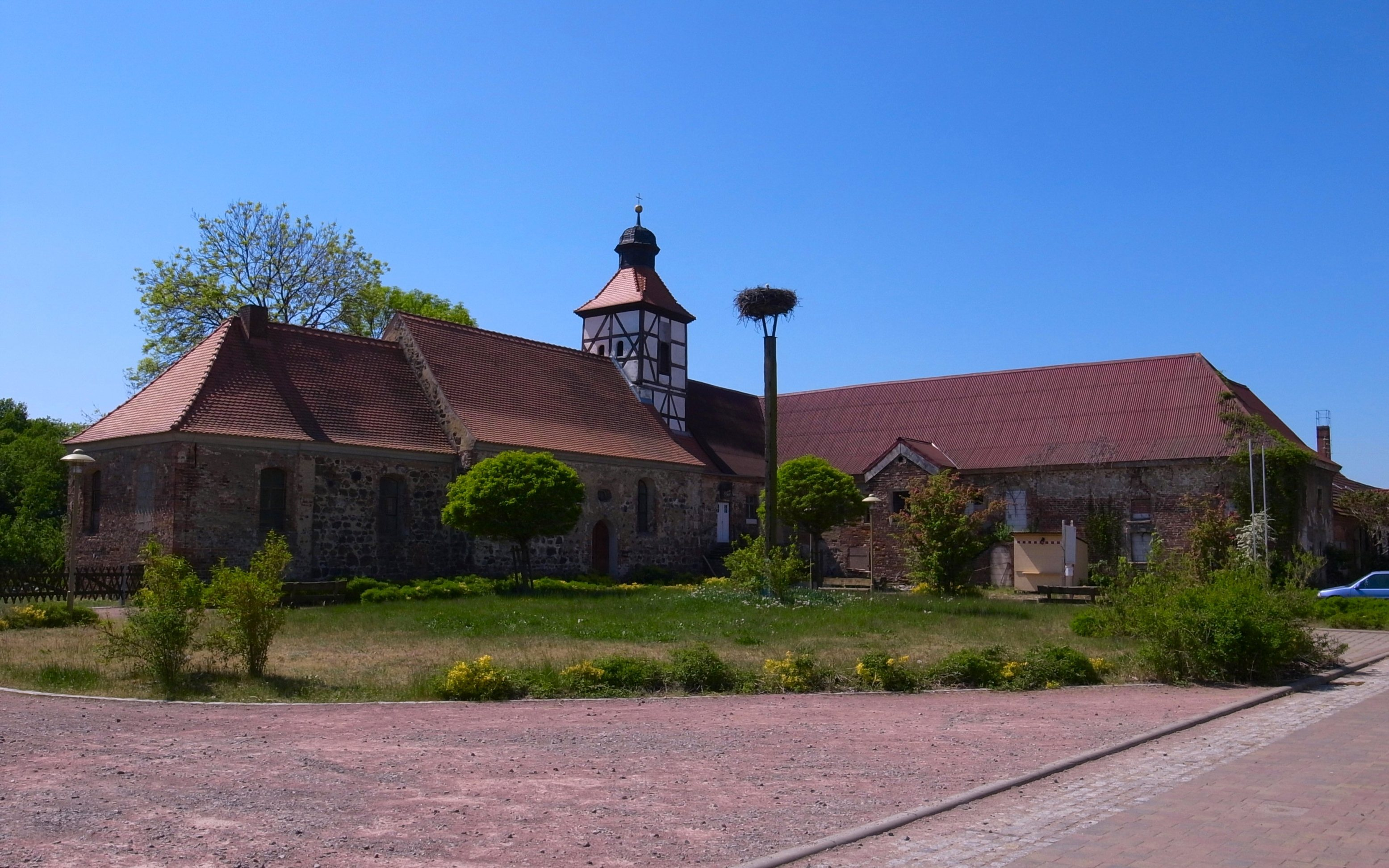
Nordostansicht

Die evangelische Komtureikirche Buro ist eine spätromanische Saalkirche im Ortsteil Buro von Coswig im Landkreis Wittenberg in Sachsen-Anhalt. Sie gehört zur Regionalpfarramt Coswig-Zieko im Kirchenkreis Wittenberg der Evangelischen Landeskirche Anhalts.

## Geschichte und Architektur
Die Kirche wurde im Jahr 1259 der Deutschordens-Komturei übereignet. Sie ist ein spätromanischer Feldsteinbau aus rechteckigem Schiff und eingezogenem Rechteckchor mit einem quadratischen Fachwerkturm im Westen. In den Jahren 1697 und 1744 erfolgten nach Inschriften Umbau- und Renovierungsarbeiten an der Kirche; dabei wurde der Chor in Backstein nach Osten verlängert und der Turm teils über den Westteil der Kirche und teils über den westlichen, zur Komturei gehörigen Anbauten erbaut. Reste der geputzten Eckrustika von 1744 sind erhalten. Ein vermauertes Rundbogenportal auf der Südseite des Schiffs und zwei rundbogige ehemalige Pforten südlich und nördlich am Chor sind romanischen Ursprungs.
Der Innenraum ist flach gedeckt; der östliche, mit einer hölzernen Tonne gewölbte barocke Erweiterungsbau wurde 1984 vom übrigen Chor abgetrennt. Schiff und Chor sind durch einen romanischen Triumphbogen geschieden.

## Ausstattung
Die reiche einheitliche Ausstattung von 1697 mit einer Fassung von 1744 ist seit dem Abbau des mit aufwendigen Rokokoschnitzereien geschmückten Altaraufsatzes und des sich auf der Empore dahinter erhebenden Orgelprospekts in seiner Gesamtwirkung stark beeinträchtigt. In analogen Schmuckformen ist die Kanzel auf einer gewundenen Säule gestaltet, an den Ecken des polygonalen Korbes sind geschnitzte Fruchtgehänge angebracht; in den Brüstungsfeldern sind die Evangelisten gemalt. In gleicher Weise ist der emporenartig die Westwand vollständig einnehmende verglaste Komtureistuhl gestaltet. Drei qualitätvolle Figurengrabsteine der Komture Hans von Lattorf († 1571), Franz von Benningsen († 1677) und Samson Freiherr von Stein († 1649) sind ebenfalls erhalten, eine Bronzeglocke wurde im 13. Jahrhundert geschaffen.
Die frühere Rokoko-Orgel des Orgelbauers Zuberbier ging bei dem erwähnten Umbau um 1980 verloren. Der Altaraufsatz wurde restauriert und im Jahr 2012 wieder aufgestellt. Dennoch ist die Restaurierung der Kirche noch nicht abgeschlossen; eine Sicherung der Komturloge ist weiterhin erforderlich.